# امرباء

تعديل مصدري - تعديل

امرباء هي إحدى قرى عزلة جيشان بمديرية جيشان التابعة لمحافظة أبين، بلغ تعداد سكانها 51 نسمة حسب تعداد اليمن لعام 2004.